# Coleophora pseudoobviella
Coleophora pseudoobviella é uma espécie de mariposa do gênero Coleophora pertencente à família Coleophoridae.